# Madagasoeuopsis convexicollis
Madagasoeuopsis convexicollis es una especie de coleóptero de la familia Attelabidae.

## Distribución geográfica
Habita en Comoras.